# Здобуття Холма та Старої Русси
Здобуття Холма та Старої Русси здійснювалося в червні 1581 року військами Філона Кміти супроти Московського царства. Бій став частиною останнього періоду Лівонської війни, що розпочався 1578 року.

## Історія бою
Король Стефан Баторій зруйновані та здобуті 5 чи 6 вересня 1580 року Великі Луки, доручивши Домініку Родольфіньо довести до оборонного стану, віддав у врядування Філону Кміті. Цей, аби залога в байдикуванні не розслаблялася, в червні 1581 року випровадив її частину під проводом Мартина Курчі та  Гаврила Голубка «скубти» ворога. Ці, дізнавшись від полонених, що місто Холм вже своїми спалене, що тільки один дім під фортецею залишений для вартових, які мали виглядати несподіваний напад, Курч вдосвіта так вдало підкрадався, що варту від замку відрізав, а через це Голубок, зненацька напавши, підпалив вежі і всю фортецю перетворив на попіл. Керівники більш близьких замків поспішали помститися за цю кривду, лиш Кміта перетяв їм шлях і на холмських згарищах 2000 ворогів так на голову розбив, що тільки мала частка з погрому зберегла життя, а загнавшись у глиб краю, несподівано напав на Стару Руссу, де перебували перші урядовці округи, звідкіля повернувся з немалою здобиччю..